# Arhitektonski kamen
Arhitektonski kamen je čvrsta nemetalna mineralna sirovina koja se koristi u arhitekturi (ili graditeljstvu) za uređivanje unutarnjih i vanjskih, vodoravnih ili uspravnih površina, ovisno o  svojstvima i prohtjevima.

## Petrološka klasifikacija kamena
Stijene se mogu razmatrati s obzirom na fizička i kemijska svojstva, mineraloški sastav ili inženjersko-geološke značajke, te se s obzirom na ta svojstva radi podjela stijena. Glavna podjela koja se koristi u svim područjima je podjela temeljena na postanku stijena. Prema toj podjeli stijene se dijele u tri skupine: magmatske, sedimentne i metamorfne.

## Komercijalna podjela kamena
Klasifikacija kamena s obzirom na njegove primjene dijeli kamen u dvije skupine: tehnički građevni kamen i prirodni ili arhitektonsko-građevni kamen.

### Tehnički građevni kamen
Ovoj skupini pripadaju nemetalne mineralne sirovine koje se miniraju, eksploatiraju i koriste kao drobljeni kamen kod izgradnje i održavanja cesta, kamena sitnež za izradu bitumeniziranog materijala na cestama, lomljeni kameni agregat za izradu betona, tucanik za izradu zastora željezničkih pruga, lomljeni kamen za zidanje te kao sirovina za proizvodnju raznih drugih građevinskih materijala, poput veziva i termoizolacijskih materijala. Također, u ovu skupinu se svrstavaju i pijesak i šljunak kao neki od temeljnih građevinskih materijala.
Prema mineraloškom i petrografskom sastavu tehnički građevni kamen dijeli se u dvije grupe: silikatni i karbonatni kamen. U grupu silikatnih kamena pripada tehnički građevni kamen koji se eksploatira u magmatskim i metamorfnim ležištima silikatnog sastava, dok se karbonatni kamen eksploatira u sedimentnim i metamorfnim ležištima karbonatnog sastava.

### Arhitektonski kamen
Arhitektonski kamen se, poput tehničkog građevnog kamena, dijeli prema mineraloškom i petrografskom sastavu u dvije grupe: silikatni i karbonatni kamen. Danas se ova klasifikacija na svjetskom tržištu gotovo i ne koristi, već se arhitektonski kamen dijeli prema segmentu tržišta. Silikatni kamen magmatskog je i metamorfnog porijekla, a na komercijalnom se tržištu pojavljuje pod nazivom graniti. U ovu skupinu pripadaju stijene poput petroloških granita, diorita, gnajsa i kvarcita. Neke stijene sedimentnog i metamorfnog podrijetla, poput vapnenaca, dolomita, travertina te kalcitnih i dolomitnih mramora, na komercijalnom tržištu pojavljuju se pod nazivom mramori. Dakle, komercijalnu podjelu arhitektonskog kamena predstavljaju graniti i mramori.
U skupinu granita pripadaju sve izrazito tvrde stijene silikatnog porijekla, za čiju se obradu koristi tehnologija obrade granita. Zajedničko svojstvo im je visoka trajnost i nepromjenjivost izgleda, čak i obojenih inačica koje sadrže stabilne prirodne pigmente. Graniti se odlikuju i visokom izdržljivošću na opterećenja, te se stoga često koriste u različitim konstrukcijama u interijeru i eksterijeru, bez obzira na intenzitet opterećenja. Najčešće se graniti glačaju i poliraju do visokog sjaja, ali površine im se mogu obraditi i na druge načine, ovisno o njihovoj primjeni i estetskim željama pojedinaca. Zbog kvalitetnih fizičko-mehaničkih svojstava, primjena granita je vrlo raširena.
Pod pojmom mramori obuhvaćaju se sve stijene karbonatnog sastava, bez obzira na genezu, kako sedimentne stijene (vapnence i dolomite), tako i mramore u petrološkom smislu, dakle metamorfne stijene. Ova skupina objedinjuje kategorije tvrdih i srednje tvrdih karbonatnih, kalcitnih i dolomitnih stijena, sedimentnog i metamorfnog postanka. Naime, mramor je produkt sedimentnih stijena koje sadrže značajan udio kalcijevog karbonata (CaCO3). Tijekom procesa metamorfoze amorfne kalcitne molekule tvore kristale i potpuno nove vrste stijena, pri čemu fosilni ostaci, slojevitost i dekorativni elementi (žilne inkluzije vidljive na površini kamena) potpuno nestaju. Glavna boja prelazi u bijelu s obojanim crtama (žicama) druge boje. Ishodišne stijene mramora prilično se jednostavno i dobro obrađuju tehnologijom obrade mramora, za razliku od ishodišnih stijena granita, kod čije su obrade potrebna veća ulaganja truda i znanja, ali i ulaganja u financijskom pogledu. Nije slučajnost da je obrada mramora jednostavnija od obrade granita. Naime, građa mramora je jednostavnija, te se stoga i puno lakše i brže troši od granita. Također, u obzir treba uzeti i fizičko-mehanička svojstva koja definiraju primjenu mramora. Mramori su nepostojani prema djelovanju atmosferilija, pokazuju brojna oštećenja u područjima hladnih i vlažnih klima, u područjima smrzavanja, a posebno u uvjetima kiselih kiša u urbanim sredinama, te u područjima gdje je zimi potrebno posipavanje solju za sprječavanje zaleđivanja. Slojevitost i dekorativni elementi, kao i sjaj, potpuno nestaju kod obrade i glačanja, a stalnost boje ovisi o stabilnosti prirodnog pigmenta. Uz gubitak boje, kod mramora je posebno izraženo izbljeđivanje, različitog intenziteta i brzine. Ovaj kamen se zbog svih navedenih svojstava koristi najčešće u interijeru, iako njegova upotreba u eksterijeru, posebice kod oblaganja fasada na zgradama, nije zanemariva. Naime, iako se zbog veće trajnosti u eksterijeru češće koriste graniti, ponekad se zbog estetske funkcije, ali i zbog nižih troškova, ipak odabiru mramori.

## Svojstva kamena
Glavna fizička i mehanička svojstva kamena su njegova boja, gustoća, prostorna masa, poroznost, voda koja se nalazi u kamenu i upijanje vode. Ta svojstva definiraju kvalitetu kamena i određuju njegovu upotrebu ovisno o funkciji prostora ili objekta za koji se kamen koristi.

### Boja
Boja je najčešće prvo svojstvo koje se zapazi kod promatranja arhitektonskog kamena te je jedan od glavnih estetskih čimbenika pri odabiru željenog kamena. Boja kamena ovisi o boji dominantnih minerala, njihovom prostornom rasporedu i veličini zrna, te udjelu prirodnih pigmenata. Zbog toga je često potrebno promatrati kamen u njegovom presjeku, ili ga smrviti u prah kako bi otkrili njegovu pravu boju. 

### Gustoća
Gustoća kamena predstavlja omjer mase čvrste faze kamena i njegova volumena pri određenoj temperaturi i tlaku. Najčešće se izražava u g/cm3 ili kg/m3. Gustoća kamena ovisi o kemijskom sastavu i strukturi pojedinih minerala. Gustoća će biti veća što je veći atomski broj elemenata koji izgrađuju mineral i što je gušće slaganje materijalnih čestica. Zbog toga kristali nekog minerala imaju veću gustoću od njegove amorfne modifikacije. Tako relativna gustoća kvarca iznosi 2,65, dok gustoća amorfnog kvarca iznosi 2,23.

### Prostorna masa
Prostorna masa predstavlja omjer mase čvrste faze prema ukupnom obujmu uzorka kamena, uključujući pore i šupljine. Određena je mineralnim sastavom kamena i udjelom šupljina. Ako su šupljine u kamenu izolirane, to predstavlja povoljno fizičko svojstvo. Prostorna masa genetska je značajka kamena te je uzrokovana različitim genetskim, dijagenetskim i postdijagenetskim procesima koji djeluju na kamen. Uvijek je manja od gustoće kamena. 

### Poroznost
Trajnost poroznih kamena čvrsto je povezana s njihovom poroznom strukturom, na koju mogu djelovati vanjski čimbenici poput atmosferilija, ali i neki drugi antropogeni čimbenici. Kako bi karakterizirali materijale i razumjeli mehanizam njihovih alteracija, nužno je promatrati i mjeriti strukture pora korištenih materijala.
Struktura poroznih kamena često je opisana kao kaotična, iako je direktno uvjetovana postankom stijene (primarna poroznost), preslagivanjem čestica nakon postanka stijene (sekundarna poroznost), i razarajućim procesima koji djeluju na stijenu nakon njenog nastanka. Trošenje i razaranje materijala uzrokovano je kombiniranim djelovanjem kemijskog trošenja i mehaničkog naprezanja. Pore u kamenu su glavna mjesta gdje se odvijaju štetni procesi uzrokovani djelovanjem atmosferilija, smrzavanjem i odmrzavanjem te štetnim djelovanjem okoliša. Zbog toga je potrebno pozorno promatrati poroznost kamena pri odabiru kod različitih konstrukcija. Djelovanje mraza ili kristalizacija soli direktno su povezane s mjestima u kamenu gdje postoje pore, dok na ta mjesta mehanički procesi djeluju indirektno, stvarajući mikropukotine i pukotine.

### Sadržaj vode
Minerali u kamenu, a time i kamen, sadrže vodu koja može biti različitog porijekla i u različitim oblicima ispunjavati kamen na različitim mjestima u njegovoj strukturnoj gradi. Ona može imati negativan, ali i pozitivan utjecaj na kamen. Razlikujemo kemijski i fizički vezanu vodu te slobodnu vodu.

### Upijanje vode
Upijanje vode je sposobnost kamena da pod određenim uvjetima, u izravnom dodiru s vodom, primi i zadrži određenu količinu vode. Ovo je važno svojstvo kamena, posebno kod kamena koji ima upijanje vlage veće od 0,5% mase. Upijanjem vode dolazi do razmekšavanja kamena, a smanjuje se i njegova tlačna čvrstoća. Maksimalna količina vode koju kamen može upiti predstavlja ukupnu, vezanu, kapilarnu i gravitacijsku vodu. Upijanje vode kvantitativno se izražava omjerom mase vode koju kamen upije pri određenoj temperaturi i atmosferskom tlaku, i mase suhog kamena. Kamen se prema upijanju vode svrstava u sedam kategorija, prema sljedećoj tablici
| KATEGORIJA KAMENA | UPIJENA VODA (% mase) |
| ----------------- | --------------------- |
| vrlo malo         | <0,5                  |
| malo              | 0,5-1                 |
| umjereno          | 1-2,5                 |
| osjetno           | 2,5-5                 |
| veliko            | 5-15                  |
| vrlo veliko       | 15-30                 |
| iznimno veliko    | >30                   |

## Arhitektonski kamen u Hrvatskoj
U Hrvatskoj se danas u komercijalne svrhe eksploatira gotovo isključivo kamen sedimentnog porijekla. Najčešće su to različiti tipovi vapnenaca i karbonatni klastiti kredne, a rjeđe jurske i paleogenske starosti. Dakle, prevladava eksploatacija komercijalnog mramora, dok od kamenoloma stijena silikatnog sastava treba spomenuti Fužinski Benkovac, u kojem se eksploatiraju andeziti u svrhu tehničkog građevnog kamena. Treba napomenuti da u Hrvatskoj također nema ležišta mramora u petrološkom smislu. Hrvatska se na temelju svoje geološke različitosti može podijeliti u 5 regija: Sjeverozapadna Hrvatska, Sjeveroistočna Hrvatska, Ličko-velebitska regija, Istra, i Dalmacija.

### Sjeverozapadna Hrvatska
Miocenski vapnenci prevladavaju u Hrvatskom zagorju i Medvednici, a trijaski vapnenci u Samoborskom gorju. Zbog poremećenosti građe starijih stijena, kamenolomi arhitektonsko-građevnog kamena bili su smješteni u mlađim tercijarnim sedimentima. Upravo u tim sedimentima eksploatiran je mekani i porozni vapnenac vinicit kraj Vinice, zapadno od Varaždina.
Uz vinicit, vrlo značajan kamen za ovo područje je najpoznatiji zagrebački arhitektonsko-građevni kamen litotamnijski vapnenac ili litavac. To su badenske naslage debljine i do 40 metara. Stijene su žućkastosive boje i bogate su fosilima algi, školjkaša i ježinaca, a naziv su dobile po obilju skeleta algi Lithothamnium. 
Poznato je da je ovaj kamen korišten u izgradnji zagrebačke katedrale. Određena količina toga kamena izdržala je atmosferilije, no veliku količinu bilo je potrebno zamijeniti, te se taj kamen u obnovi katedrale mijenja rimskim travertinom. Travertin je odabran kao dobra zamjena za litavac zbog povoljnijih fizičko-mehaničkih svojstava i sličnog izgleda, a te kvalitete provjerene su kod izgradnje pročelja hotela Dubrovnik u Zagrebu.
Dva su najznačajnija kamenoloma gdje se nekada eksploatirao litotamnijski vapnenac: to su kamenolomi u Bizeku i Vrapče potoku. U tim kamenolomima eksploatirana je većina arhitektonsko-građevnog kamena korištenog za potrebe izgradnje grada. U Bizeku se kamen eksploatirao i u tehničko-građevinske svrhe, za potrebe podsusedske cementare. Danas su oba kamenoloma zatvorena i napuštena.

### Sjeveroistočna Hrvatska
Za ovo područje zanimljiva je velika zastupljenost magmatskih, metamorfnih i sedimentnih stijena, no kamen se ne eksploatira zbog jeke tektonske poremećenosti naslaga. Novija geološka istraživanja pokazala su u ovim stijenama granitima velik broj potencijalnih kamenoloma tehničkog građevnog kamena, no samo u nekima se došlo do zdrave i kvalitetne stijene. Uz granite, perspektivnima su se pokazali i amfiboliti.

### Ličko-velebitska regija
S obzirom na geološku građu i poremećenost stijenske mase, ličko-velebitsko područje ne predstavlja veliku mogućnost u nalaženju ležišta arhitektonskog kamena. Najpoznatiji i narasprostranjeniji arhitektonski kamen ličkog područja je tamnosivi do posve crni vapnenac lijaske starosti, koji je osobito privlačnog izgleda kada je prošaran obiljem bijelih ljuštura školjkaša Lithiotis problematica. Za ovaj kamen geolozi najčešće koriste naziv litiotis vapnenac. Litiotis vapnenac vađen je u desetak kamenoloma na području od Žute Lokve na sjeverozapadu, preko Gospića, Lovinca i Ričica, do Gračaca na jugoistoku. Danas su svakako najpoznatiji crvenkasti i smeđasto sivi brečasti vapnenci i vapnenačke breče romanovac i tulovac, koji se eksploatiraju sjeverno od Obrovca u kamenolomu Romanovac.

### Istra
Uz Istru se veže više od dva tisućljeća duga tradicija eksploatacije kamena pa ne iznenađuje činjenica da neki od najpoznatijih arhitektonskih kamena hrvatskog porijekla potječu upravo s ovoga područja. Najpoznatiji aktivni kamenolom ovog područja je onaj južno od sela Kirmenjak, u kojem se eksploatira istoimeni kamen. Dva su načina piljenja ovoga kamena. Piljenjem kamena „kontra“ ili „okomito na dasku“ stiloliti dolaze do punog izražaja dajući kamenu visoku estetsku vrijednost i prepoznatljiv izgled. Piljenjem „po dasci“, odnosno paralelno slojevitošću i stilolitima, kamen također ima visoku estetsku vrijednost, ali nije u tolikoj mjeri prepoznatljiv. Vapnenac se polira do visokog sjaja, a zbog svoje velike čvrstoće i otpornosti pogodan je za jako prometne površine.
Kirmenjak je izuzetno cijenjen i vrlo tražen kamen kako u Hrvatskoj, tako i u svijetu. U prošlosti je bio od velikog značaja u izgradnji Venecije, gdje je korišten u više od 2/3 vanjskih radova, te u izgradnji Ravene i Loreta. U Hrvatskoj se danas može prepoznati u brojnim građevinama: ugrađen je u podove zračne luke Pleso i Glavnog kolodvora u Zagrebu, potom u poznatim robnim kućama „Nama“ u Zagrebu, Bjelovaru i Vinkovcima, te u brojnim hotelima poput „Lagune“ u Zagrebu i „Parentiuma“ u Poreču.
U vapnencima donje krede, u kamenolomima eksploatacijskog polja Kanfanar eksploatira se arhitektonski kamen kanfanar ili istarski žuti, također poznat pod nazivom giallo d'Istria, te istovrsna inačica kamena u kamenolomu Selina.
U području sjeveroistočno od grada Pule nalazi se ležište arhitektonsko-građevnog kamena poznatog pod komercijalnim nazivom valtura. Ovo ležište čine homogeni vapnenci sačinjeni od loše sortiranih i slabo zaobljenih ljuštura rudista. Sitnozrnate stijene tipa unito nalaze se ispod oko 1,5 metara debelih slojeva okršenih vapnenaca, dok se niže nalaze sedimenti krupnozrnatijih fragmenata tipa fiorito. Ovim kamenom obložen je donji dio zida perona Glavnog kolodvora u Zagrebu.
Jugoistočno od grada Pule eksploatira se kamen poznat po komercijalnom nazivu vinkuran. Ovo istoimeno ležište jedno je od najstarijih i najpoznatijih istarskih kamenoloma. Ovo je ležište gornjokrednih rudistnih vapnenaca iz kojeg se eksploatiraju tri različite vrste kamena poznate pod komercijalnim nazivima vincuran statuario, vincuran unito i vincuran fiorito. Ovaj kamen karakterističan je po izrazitoj poroznosti, a tip fiorito je dijelom izraito šupljikav i tada se naziva travertino. Vincuran statuario razvijen je u najdubljem dijelu ležišta, lako se obrađuje i izrazito je popularan kod kipara i klesara. Vapnenac iz Vinkurana slabo se polira, a pogodan je za oblaganje vanjskih i unutarnjih vertikalnih površina. Blokovima ovog kamena izgrađen je vanjski plašt pulskog amfiteatra, a također je često i korišten u zagrebačkim građevinama poput pročelja Doma Hrvatske vojske u Zvonimirovoj ulici i na portalima i vijencima na zgradi Rektorata zagrebačkog sveučilišta. Također je njime uređivan kompleks termalnog lječilišta u Pieštanima u Slovačkoj i u brojnim drugim građevinama u svijetu.

### Dalmacija
U kontinentalnom dijelu Dalmacije, u trogirskom područje nalaze se kamenolomi Seget, Plano i Vrsine s istoimenim nazivima kamena.
Jedno od najpoznatijih područja u ovom dijelu Hrvatske u kojemu se nalaze ležišta arhitektonskog kamena je otok Brač. Ovdje su brojna poznata ležišta u krednim naslagama koncentrirana najviše u središnjem dijelu, u okolici Pučišća, zatim na istočnom dijelu otoka oko Selca, te zapadnije od toga, u blizini Nerežišća.
U uvali Veselje u Pučišćima eksploatiraju se slabo dolomitizirane biomikritne stijene tipa madston-vekston, poznate pod komercijalnim nazivom adria grigio. Stijene se pojavljuju u obliku metarski debelih paketa slojeva bioturbiranih mikrita (macchiato) i slojeva ispresijecanih pretežito subvertikalnim pukotinama ispunjenim čvrstom bitumenskom tvari (venato).
U kamenolomima Zečevu i Glave iskorištava se sličan kamen, komercijalnog naziva san giorgio, a kad je prošaran bitumenski žilama, naziva se san giorgio venato, poput varijetata adria grigio venato. Navedeni kameni, zbog povoljnih fizičko-mehaničkih svojstava mogu se koristiti kod izvođenja svih vanjskih i unutarnjih radova na raznim objektima.
U neposrednoj blizini Pučišća nalaze se veliki kamenolomi Punta, Barbakan i Kupinovo u kojima se eksploatira bijeli brački mramor, graditeljima poznat još od antičkih vremena. To su stijene tipa vekstona-floutstona s bioklastičnim matriksom u kojima dominira skeletno kršje nastalo razgradnjom rudistnih biolitnih tijela. Taj bijeli brački kamen poznat je pod komercijalnim nazivima veselje unito i veselje fiorito. U varijetetu unito skeletno kršje relativno je ujednačeno, dok kod varijeteta fiorito krupni rudistni ulomci ili cijeli rudisti smećkste boje plivaju u bijeloj osnovi kamena.
Također, u području Pučišća nalazi se facijes bioklastičnih vapnenaca, koji su ranije eksploatirani u području uvale Rasotica i pod tim imenom su se probili na tržište i postali vrlo tražena vrsta kamena. Danas se ovaj kamen eksploatira u ležištu Žaganj Dolac zapadno od Sumartina. Nešto južnije se, u dubrovačkom području, eksploatira fosiliferni rudistni vapnenac poznat pod komercijalnim nazivom mironja.

## Vanjske poveznice
- S. Dunda, T. Kujundžić, M. Globan, V. Matošin. Eksploatacija i obrada arhitektonsko-građevnog kamena. Inačica izvorne stranice arhivirana 15. srpnja 2017. Pristupljeno 10. studenoga 2020.CS1 održavanje: više imena: authors list (link)
- Lado Pletikosić. 2007. Primjena kamena u graditeljstvu. Pristupljeno 10. studenoga 2020.